# Felipe Aljure
Felipe Aljure es un director de cine y guionista de Colombia nacido en la ciudad de Girardot. Estudió Art and Technique of Film Making en Londres. Aljure se ha caracterizado por presentar innovaciones técnicas y narrativas en Colombia a través de sus dos películas, ha incursionado también como director de series de televisión, docente universitario y en otros ámbitos culturales del país.
En 2018, fue nombrado como director artístico del FICCI (Festival de cine de Cartagena). Reemplazando a la productora Diana Bustamante, que estuvo en la dirección artística durante cuatro ediciones.

## Trayectoria
En el año 1991 realiza su primer largometraje La gente de la Universal, el cual recibe críticas favorables por su intento de explorar nuevas formas narrativas, sin embargo debido al escaso apoyo económico a las producciones cinematográficas en el país no es sino hasta el 2006 que logra estrenar su segundo largometraje El colombian dream después de superar un sinnúmero de inconvenientes en la producción; esta película presenta importantes innovaciones técnicas nunca antes vistas en una producción nacional, pero recibe reacciones encontradas del público y de la crítica. En el 2006 se vincula al equipo de El amor en los tiempos del cólera donde ocupa el cargo de director de la segunda unidad de la película y director de casting de actores colombianos. En esta película tuvo la oportunidad de trabajar junto con el director inglés Mike Newell y todo un equipo de producción extranjero que se desplazó hasta la ciudad de Cartagena de Indias donde se llevó a cabo el rodaje. La película fue estrenada en noviembre de 2007.
En 2018, estrenó Tres Escapularios. Según Aljure, es un largometraje cuyo cConflicto colombiano sirve como marco de referencia para ver la historia de dos jóvenes involucrados, más por un pasado turbulento que por la defensa de unos ideales". La película debutó en la edición 55 del FICCI. Sin embargo, empezó a exhibirse en las salas de cine desde 2018.

## Filmografía
Director
- El colombian dream (2006)
- La gente de la Universal (1993)
- Tres escapularios (2015)

Guionista
- El colombian dream
- La gente de la Universal
- María Cano (1989)

Asistente de dirección
- Rodrigo D: No futuro